# Lavernhe
Lavernhe is een plaats en voormalige gemeente in het Franse departement Aveyron in de regio Occitanie. De plaats maakt deel uit van het arrondissement Millau en sinds 22 maart 2015 van het op die dag opgerichte kanton Tarn et Causses. Op 1 januari 2016 fuseerde Lavernhe met de overige gemeenten van het in maart 2015 opgeheven kanton Sévérac-le-Château tot de commune nouvelle Sévérac d'Aveyron.

## Geografie
De oppervlakte van Lavernhe bedraagt 27,8 km², de bevolkingsdichtheid is 8,3 inwoners per km².
De onderstaande kaart toont de ligging van Lavernhe met de belangrijkste infrastructuur en aangrenzende gemeenten.

## Demografie
Onderstaande figuur toont het verloop van het inwonertal (bron: INSEE-tellingen).

Vanwege een beveiligingsprobleem met de MediaWiki Graph-software is het momenteel niet mogelijk deze grafiek weer te geven. Zodra de software is bijgewerkt zal de grafiek vanzelf weer zichtbaar worden.